# Јаковљевић
Јаковљевић је јужнословенско патронимско презиме настало од мушког имена Јаков. Значајни људи са презименом укључују:
- Драган Јаковљевић (рођен 1962), фудбалер босанских Срба
- Стеван Јаковљевић (рођен 1890), српски писац, биолог и професор